# Italiques
Italiques è un'associazione culturale senza fini di lucro fondata a Parigi nel 1997. Organizza eventi culturali in Francia, Belgio e Italia per promuovere un maggiore scambio culturale tra questi tre paesi.

## Storia
L'associazione Italiques è stata fondata da Paolo Carile, Michèle Gendreau-Massaloux, Yves Hersant, Elisabeth de Balanda e Sylviane Leoni: Italiques è stata presieduta per vent'anni da Paolo Carile, professore emerito di letteratura francese all'Università di Ferrara. Dal 2017; è presieduta da Jean Musitelli, membro onorario del Conseil d'État francese, agrégé di italiano. La sua sede è a Parigi, e i suoi membri provengono da Francia, Italia, Spagna e Belgio. 
L'associazione organizza incontri (giornate di studi, convegni, omaggi), la maggior parte dei quali interdisciplinari, su una varietà di temi con sguardi incrociati tra intellettuali di culture diverse che condividono l'interesse per l'Italia. L'associazione contribuisce alla cooperazione tra università italiane e francofone, valorizzando le esperienze e i valori condivisi da italiani e francofoni, ma anche le differenze tra le culture nazionali.

## Il PremioItaliques
Italiques ha un premio annuale che premia l'opera, scritta o audiovisiva, di un autore francese o belga su l'Italia oppure di un'opera italiana sulla Francia, negli ambiti della letteratura, della storia, delle arti, del cinema, della scienza politica. Il premio Italiques è stato creato per dare maggiore visibilità all'associazione. 

### Vincitori del PremioItaliques
- 1997: Jean Gili per Histoire du cinéma italien des origines à nos jours, Parigi, Éditions La Martinière.[4]
- 1998: Alberto Arbasino per Parigi o cara, Milano, Edizioni Adelphi.[5]
- 2000: Hugues Le Paige per il film documentario O Belgio mio (una produzione Dérives, trasmessa da Arte Belga RTBF) .
- 2001: Diane de Selliers per l'edizione illustrata di La Légende dorée di Jacques de Voragine, Parigi, Éditions Diane de Selliers.[6]
- 2002: Benedetta Craveri per La civiltà della conversazione, Milano, Edizioni Adelphi, 2001.[7]
- 2003: Damien Wigny per le sue guide della Toscana, Milano.[8]
- 2004: Martin Rueff per l'antologia Trente ans de poésie italienne: 1975-2004, pubblicata dalla rivista Po&sie, n°109 (2004) e 110 (2005), Parigi, Belin, e Bertrand Schefer per la sua traduzione dello Zibaldone di Giacomo Leopardi, Parigi, Éditions Allia.[9][10]
- 2006: Giulia Belgioioso per la sua edizione di Tutte le lettere, 1619-1650 de René Descartes, Milano, Bompiani. Menzione speziale a Maria Teresa Caracciolo per Da Lille a Roma, Jean-Baptiste Wicar e l'Italia, Milano, Electa, 2002.[11]
- 2007: Pierre Jodogne per la sua edizione delle Lettere di Francesco Guicciardini, Roma, Edizioni di Storia e Letteratura, e André Sempoux per i suoi romanzi sull'Italia.[12]
- 2008: Édouard Pommier per Comment l'art devient l'Art dans la Renaissance italienne, Parigi, Gallimard 2007.[13]
- 2009: Marco Gervasoni per François Mitterrand. Una biografia politica e intellettuale, Torino, Einaudi, 2007. Menzione speciale a Umberto Coldagelli per La quinta Repubblica da De Gaulle a Sarkozy, Roma, Donzelli, 2009.[14]
- 2011: Philippe Herreweghe, direttore d'orchestra, creatore del coro belga Collegium vocale Crete senesi.[15]
- 2012: Pierre Milza per Garibaldi, Parigi, Fayard, 2012.[16]
- 2013: Eugenio Scalfari per Per l'alto mare aperto, Torino, Einaudi, 2010 e Diego Dilettoso per Parigi e la Francia di Carlo Rosselli, Milano, Biblion edizioni, 2013.[17][18]
- 2014: Patrick Boucheron per Conjurer la peur. Sienne 1338 – Essai sur la force politique des images, Parigi, Seuil, 2014.[19]
- 2016: Pietro Pizzuti, per il suo lavoro di attore, autore, traduttore e regista.
- 2017: Jean-Louis Poirier per Ne plus ultra, Dante et le dernier voyage d'Ulysse, Parigi, Belles Lettres, 2016. Stéphane Mourlane e Dominique Païni, per Ciao Italia! Un siècle d'immigration et de culture italiennes en France, Parigi, Éditions de La Martinière, 2017.[20]
- 2018: Luca Francesconi, per l'opera Trompe-la-mort, Milano, edizioni Casa Ricordi, prima mondiale all'Opéra national de Paris il 16 marzo 2017.[21]
- 2019: Vincent Engel per Viva!, un pezzo su Vivaldi presentato in anteprima nell'autunno 2017 con Pietro Pizzuti e l'ensemble musicale degli Muffatti.
- 2020: Jean-Louis Fournel e Jean-Claude Zancarini, per Machiavel, une vie en guerres, Parigi, Passés Composés, 2020.[22]
- 2021: Mariolina Bertini per L'ombra di Vautrin. Proust lettore di Balzac, Roma, Carocci, 2019.[23][24]
- 2022: René de Ceccatty, per Avec Pier Paolo Pasolini, Parigi, Éditions du Rocher, 2022.
- 2023: Daria Galateria per Il Bestiario di Proust, Palermo, Sellerio, 2022.
- 2024 : Philippe Bordas per Le Célibataire absolu. Pour Carlo Emilio Gadda, Parigi, Gallimard, 2022.